# Leytonstone
Leytonstone és un barri del municipi londinenc de Waltham Forest al Gran Londres, Anglaterra (Regne Unit). És una zona d'alta densitat suburbana, situat a set quilòmetres a nord-est de Charing Cross, al comtat ceremonial de l'Gran Londres i l'històric comtat d'Essex. Limita amb Walthamstow, al nord-oest, Wanstead a nord, Leyton a sud, i Forest Gate (al districte londinenc de Newham) cap a l'est.

## Persones il·lustres
Leytonstone és el lloc de naixement del cineasta Alfred Hitchcock, de l'actor Derek Jacobi, del futbolista anglès David Beckham, del músic Damon Albarn —fundador de Blur— i de Steve Harris, a la Baixa de la banda Iron Maiden.
 